# Chersobius boulengeri
Chersobius boulengeri, é uma espécie de tartaruga na família Testudinidae. A espécie é endêmico da Região de Nama Karoo da África do Sul.
O nome específico, boulengeri e alguns dos nomes comuns são em homenagem ao  herpetologista Belga-Britânico George Albert Boulenger.

## Descrição
O Chersobius boulengeri é uma pequena tartaruga com uma concha marrom relativamente plana (cor de azeitona a avermelhada ou marrom laranja). Embora quase sempre tenham uma cor uniforme, os escudos vertebrais de sua concha às vezes têm bordas ligeiramente mais escuras - especialmente em espécimes jovens. Sua coloração o torna especialmente bem camuflado em seu habitat rochoso árido de Karoo.
Assim como o Chersobius signatus) e o Chersobius solus) a oeste, o boulengeri tem cinco dedos com garras em seus pés dianteiros e quatro em seus pés traseiros. Seu peso é geralmente 100 a 150 g. O comprimento reto médio da carapaça é 100 mm, embora as fêmeas adultas sejam maiores que os machos. Os machos adultos também podem ser distinguidos das fêmeas por terem caudas ligeiramente mais longas e uma barriga (plastrão) côncava.
É superficialmente semelhante ao maior Homopus femoralis das pastagens no leste. No entanto, pode ser distinguido por sua coloração uniforme, tendo cinco dedos nas patas dianteiras contra quatro dedos nas patas traseiras, as escamas menores nos membros anteriores e suas narinas que estão no nível ou acima dos olhos.

## Distribuição e habitat
C. boulengeri, uma tartaruga pequena e tímida, ocorre em densidades relativamente baixas nos arbustos suculentos e desérticos do Karoo central.
Em seu ambiente natural no Grande Karoo, geralmente habita afloramentos rochosos e cristas de xisto e pedra de ferro. Aqui ele se esconde em fendas de rocha e sob saliências (ao invés de sob a vegetação, como muitas outras tartarugas). Tem uma dieta muito especializada (e portanto tem uma taxa de sobrevivência muito baixa em cativeiro). É conhecido por emergir pouco antes das tempestades, de onde recebeu o nome local em Afrikaans de ''Donnerweerskilpad" ("tartaruga do trovão").

## Conservação e cativeiro
C. boulengeri  está ameaçada por destruição de habitat, tráfego nas estradas, sobrepastoreio e caça furtiva para o comércio de animais de estimação. Como o comércio de espécies coletadas de  Chersobius  é estritamente ilegal e quaisquer espécimes em cativeiro são sistematicamente registrados em studbooks não comerciais na África do Sul e Namíbia, qualquer venda comercial de tartarugas  Chersobius  é quase sem exceção estritamente ilegal.
A espécie não sobrevive bem em cativeiro, a menos que um esforço considerável seja feito para fornecer aos espécimes seu alimento natural, ou seja, as plantas nativas da Região Nama Karoo. Ele também tem requisitos muito específicos de temperatura, umidade e clima.